# Christian Vardinghus-Nielsen
Christian Vardinghus-Nielsen
Født i Lindholm ved Aalborg, Danmark d. 25. august 1961.
Underviser, pianist, komponist og forfatter.